# Borovnice (Boêmia Central)
Borovnice é uma comuna checa localizada na região da Boêmia Central, distrito de Benešov.